# Tanaga
Pour les articles homonymes, voir Île Tanaga et Tanaga Est.
Le Tanaga est un volcan des États-Unis situé en Alaska, dans l'ouest des îles Aléoutiennes, sur l'île Tanaga dont il constitue le point culminant avec 1 806 mètres d'altitude. Ce stratovolcan accolé à d'autres sommets volcaniques est entré en éruption pour la dernière fois en 1914.

## Géographie

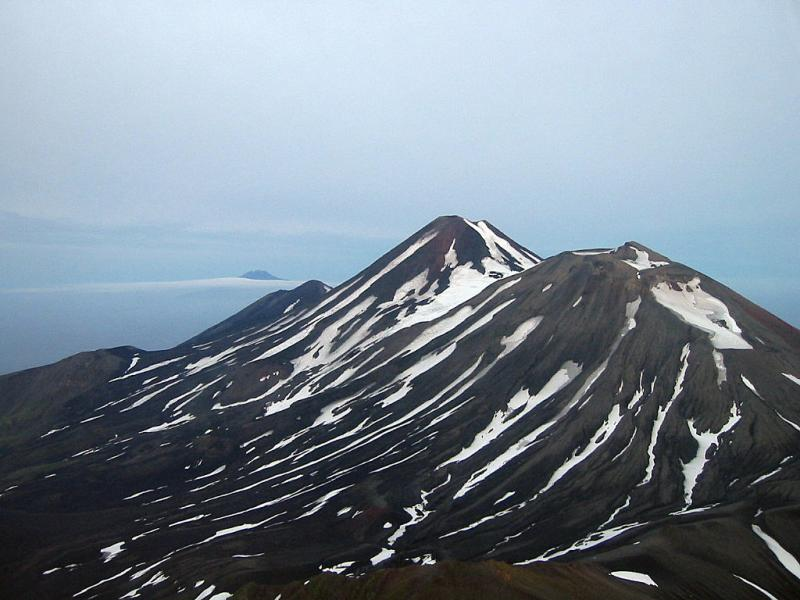
Vue du Tanaga Est, du Tanaga et du Sajaka sur l'île Tanaga et du Gareloi sur l'île Gareloi (du premier au dernier plan).

Le Tanaga est situé aux États-Unis, dans l'ouest des îles Aléoutiennes qui constituent l'extrémité occidentale de l'Alaska. Administrativement, il se trouve dans la région de recensement des Aléoutiennes occidentales.
Il s'élève à 1 806 mètres d'altitude dans le nord-ouest de l'île Tanaga dont il constitue le point culminant. Il est entouré au nord et au sud par la mer de Béring, à l'est par le Tanaga Est et à l'ouest par le Sajaka. Le Takawangha, le quatrième volcan de l'île, se trouve plus à l'est-sud-est. Le Tanaga  est un stratovolcan de forme conique et aux pentes escarpées.

## Histoire éruptive

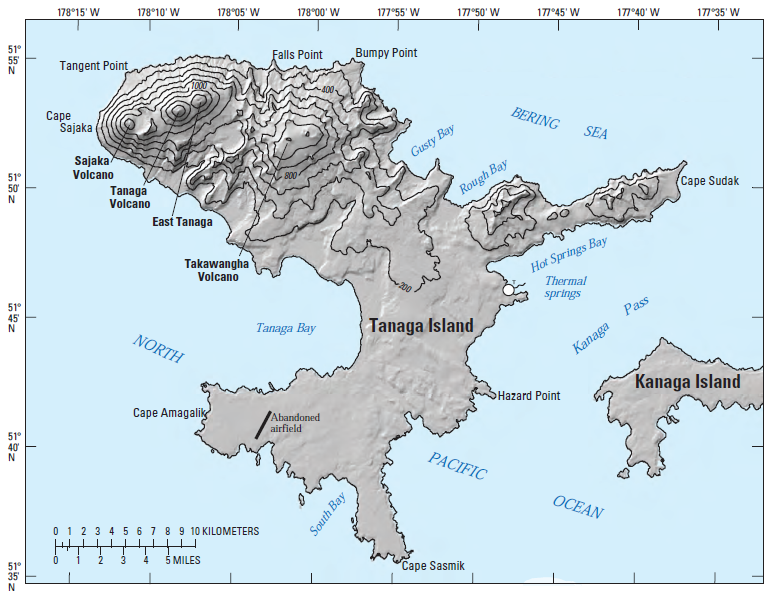
Carte topographique de l'île Tanaga avec le Tanaga à son extrémité nord-ouest.

La dernière éruption connue du Tanaga est survenue en 1914 et a produit des coulées de lave. Des éruptions antérieures ont été rapportées en 1763-1770, 1791 et 1829. Les rapports de ces éruptions sont vagues mais les dépôts sur les flancs du volcan montrent que les éruptions typiques produisent des coulées de blocs de lave et occasionnellement des nuages de cendres.
Les éruptions se sont produites tant par l'évent du sommet que par un évent satellite de 1 584 mètres sur le flanc nord du volcan.